# 乌多·瓦格纳
乌多·瓦格纳（德語：Udo Wagner，1963年11月2日—），生于包岑，德国男子击剑运动员。他曾获得1988年夏季奥运会男子花剑个人银牌和1992年夏季奥运会男子花剑团体金牌。